# Gino Capriolo
Gino Capriolo (Napoli, 11 ottobre 1905 – Napoli, 29 marzo 1957) è stato un drammaturgo italiano.

## Biografia
Figlio di Emilia Vaglio (in arte Paola Riccora) e Caro Capriolo, avvocato e autore teatrale, entrambi noti negli ambienti di teatro; nel salotto dei Capriolo convenivano, tra gli altri, Raffaele Viviani, Scarpetta, Paola Borboni, Eduardo e Peppino De Filippo.
Giornalista radiofonico e prolifico autore teatrale, nel 1924 realizzò, in collaborazione con Francesco Cipriani Marinelli, due commedie: La Mia piccola amica e La Corsa agli ostacoli. Seguì la commedia romantica Una lampada alla finestra, che riscosse un discreto successo e divenne il cavallo di battaglia di molte filodrammatiche; fu trasposta al cinema e rappresentata anche all'estero (Sudamerica e Bucarest).
Altre sue commedie furono L'Avventura di Teresa Beauchamps, La Speranza ha trovato un alloggio, in collaborazione con Eduardo De Filippo, e Terra sconosciuta, che fu pubblicata su Il dramma e rappresentata con successo da Renzo Ricci.
Collaborò alla Rai e curò nel 1948, con Eduardo De Filippo, la sceneggiatura di Assunta Spina. Grande popolarità riscosse la rubrica, trasmessa su Radio Napoli, Succede a Napoli (1947-53): realizzata con Giannetto La Rotonda e Gerardo Fischetti, vide la partecipazione di Anna Maria Ackermann, Arturo Criscuolo, Gennaro Di Napoli, Giulia Melidoni, Agostino Salvietti.
Quando morì a 51 anni, il padre donò la sua biblioteca di circa 25.000 volumi alla Siae di Napoli, di cui entrambi erano stati titolari, e volle intitolarla a lui.

## Filmografia

### Sceneggiatura
- Assunta Spina, regia di Mario Mattoli (1948)
- Te sto aspettanno, regia di Armando Fizzarotti (1957)

### Soggetto
- Una lampada alla finestra, regia di Gino Talamo (1940)

## Opere
- Gino Capriolo, Una lampada alla finestra : commedia romantica, Firenze, Libreria teatrale fiorentina, 1937.
- Gino Capriolo, Terra sconosciuta, in Il Dramma, n. 391, dicembre 1942.
- Gino Capriolo e Gerardo Fischetti, Succede a Napoli... : cronache verseggiate, disegni di Fisch, Napoli, F. Bideri, 1950.
- Gino Capriolo e Gerardo Fischetti, Eccellenza, carissimo Don Giovannino.. : il cittadino che la vuole cotta / lettere di don Gennaro Trementina ; e, per c.c., di Capriolo e Fischetti, disegni di Fisch, Napoli, F. Bideri, 1950.
- Gino Capriolo e Gerardo Fischetti, Strenna di "Succede a Napoli", copertina di Fisch; 50 illustrazioni di Augusto, Napoli, F. Bideri, 1951.

## Teatro
- 1924: La Mia piccola amica, Napoli, T. Sannazaro, comp. Ferrero-Rossi).
- 1924: La Corsa agli ostacoli, Napoli, T. Fiorentini, comp. Marga Cella.
- Una lampada alla finestra, 3 atti, Bologna, Comunale, Compagnia Betrone, 12-1924; pubblicata nella rivista Teatro per tutti, 1-10-1932 (a. III, n. 10); Ed. Libreria Fiorentina, Firenze, 1936.
- 1934: L'avventura di Teresa Beauchamps, 4 atti, riduzione di un romanzo di F. De Miomandre, Torino, Alfieri, Compagnia Palmer-Cimara-Pilotto, 8-2-1934.
- 1936: La speranza ha trovato un alloggio, 3 atti, in dialetto napoletano, Milano, Olimpia, Compagnia De Filippo, 15-4-1936.
- 1942: Terra sconosciuta, Milano, T. Odeon, comp. Ricci, 19 ott. 1942.

## Televisione
- 1954: Arsenico e vecchie strofette, rivista di Gino Capriolo e Gerardo Fischetti, compagnia del teatro comico-musicale di Roma della Radiotelevisione italiana. Regia di Nino Meloni. Programma Nazionale, 17 ottobre 1954, 21,00.

## Riviste radiofoniche RAI
- 1949: Una lampada alla finestra,  tre atti di Gino Capriolo, compagnia di prosa di Radio Roma, regia di Guglielmo, Rete azzurra, 15 gennaio 1949, 16,30.